# 藤原清登
藤原 清登（ふじわら きよと、KIYOTO.F 1953年8月31日 - ）は、日本のジャズ・ベーシスト。香川県高松市出身。

## 略歴
音楽家の両親のもと、ロック好きなサッカー少年として過ごす。中学時代に従兄弟の影響でジャズに開眼。16歳でベースを始め、東京藝術大学音楽部教授の今村清一に師事。1974年に渡米。バークリー音楽大学を経てジュリアード音楽院を卒業。同院にてニューヨーク・フィル首席コントラバス奏者ジョン・シェイファーに就いて学ぶ。21歳、ホレス・シルヴァー・クインテットにてアメリカ・デビューしツアーに参加。1977年にクリフォード・ジョーダンのアルバム『リメンバリング・メメ』(Muse)、シャメク・ファラー&ソネリアス・スミスのアルバム『ザ・ワールド・オブ・ザ・チルドレン』(Strata-East)にてレコーディング・デビューする。その他の共演者にはジャッキー・マクリーン、クリフォード・ジョーダン、ラシッド・アリ、サム・リヴァース、ジョー・リー・ウィルソン、アーチー・シェップ、ウディ・ショウ、ジャッキー・バイヤードなど多数。ジュリアード・オーケストラの一員としてヨーロッパ・ツアーにも参加。また、ダンスや演劇、ファインアートなど他分野の進歩的な芸術家とコラボレーションしている。ジャズ、クラシックの境界のないジャンルで国際的に活躍する本格派としてニューヨークのヴィレッジ・ゲート、スイート・ベイジル、ブルーノート、バードランド、またムジカオッジ (イタリア)、イントーン・フェスティバル (オーストリア)、フォートワース・ミュージック・フェスティバル (テキサス)、フリー・ジャズ・フェスティバル (アトランタ)など内外の音楽祭に出演。1985年、自己のグループ「マンハッタン・グラフティー・フォー (Manhattan Graffiti Four、MG4)」（ケニー・ギャレットらを含む）結成以来、現在までリーダーアルバムを数多く発表している。その他、参加したアルバムは多数。2000年、『スイングジャーナル』誌ではベース部門で第1位に選ばれ「モダンベースの王者」と呼ばれ親しまれている。近年、日本でのCDリリース、コンサート活動も目覚ましく、2013年に自己レーベル、GARUGANTUAを創設。そこからの第1作『I'll Catch The Sun』に続き、2017年10月には第2作『Koffee Crush』、2023年に第三作 全曲オリジナルの最新アルム ”SONGBOOK55” を発表。を発表。2018年に、著書『僕がジュリアードとバークリーで学んだこと』を河出書房新社より出版した。自己のトリオのほか、無伴奏コントラバス・ソロ Gargantuaや、複数のダブルベースを有する大編成のJump Monk Bass Band Special (Jump Monk BBS)での活動も注目されている。
また洗足学園音楽大学にて後進の指導にもあたった。
http://kiyotofujiwara.com/

## 活動経歴
1974年 バークリー音楽大学（ボストン）入学を機に渡米した。ジョージ・ラッセルと共演した。
1975年 ホレス・シルヴァー・クインテット入団（参加）した。アメリカ・ニューヨークに移住し本格的な活動に入った。ジョー・リー・ウィルソン・クインテット（1975年-1979年）の一員として初レコーディングを行った。クリフォード・ジョーダン・カルテット（1975年-1979年、1995年）、ウディ・ショウ（1977年）、ジャッキー・バイヤード（1977年-1981年）、サニー・マレイ（1977年）、ジャッキー・マクリーン（1978年）、エディー・ジェファーソン（1979年）、ロイ・ヘインズ、エディ・ゴメス、サム・リヴァース、アンドリュー・ヒルらと共演、ツアーを行った。ヴィレッジ・ゲート、スイート・ベイジル、ブルーノート等の主要クラブにも出演した。
1980年 ジュリアード音楽院に入学し、ニューヨーク・フィル首席コントラバス奏者ジョン・シェーファーに就いて学び、また、作曲・指揮も学んだ。ソニー・フォーチュンと共演した。
1981年 日野皓正と共演した。
1983年 ジュリアード音楽院を卒業し、グラジュエイト・ディプロマを取得した。ジュアード・オーケストラのヨーロッパツアーのメンバーに選抜された。
1984年 ジュリアード音楽院の大学院を卒了し、ポスト・グラジュエイト・ディプロマを取得した。ケニー・ギャレット、ピーター・マドセン、福家俊介と自己のグループ「マンハッタン・グラフティー・フォー（MG4）」を結成。ギュンター・ハンペル（1984年-1986年）と共演した。フォート・ワース・フェスティバル（テキサス）に出演した。
1985年 ブルックリン・ミュージアム・チェリーブロッサム・フェステバル、ジャズ・センター・オブ・ニューヨークに「MG4」で出演した。ジャズ・モービル・アット・リンカーンセンター（エイブリー・フィッシャー・ホール）に出演した。
1986年 アーチー・シェップ・セクステットに参加しグリニッチ・ジャズ・フェスティバル（ニューヨーク）に出演した。
1987年 自己のグループで初のヨーロッパ公演をミラノ・イタリアで行った。辛島文雄トリオの一員としてレコーディング、初の日本ツアーを行った。自己のデビュー・アルバム『MG4』を発表した。
1989年 アルバム『マンハッタン・タンゴ』（Alfa Jazz）を発表した。
1990年 「MG4」2回目の日本ツアー。大阪ギャラクシー・ホール等全国10カ所で公演。小学生のためのコンサートも行い深い感銘を得る。
1992年 アルバム『60マイルス・ハイ』（TDK) を発表。4度目の来日ツアー全国７カ所で公演。
1993年 アニタ・オデイと共演した。
1994年 アルバム『ライブ・アット・スィート・ベイジル』(TDK、アップソードミュージック）を発表。
1995年 アルバム『ベース』（無伴奏コントラバス・ソロ・アルバム）を発表（レーベル・ジュゲム）。
1996年 アルバム『モダン・ベース』を発表。キングレコード低音シリーズ第一作目としダブルベース（コントラバス）を全面にフィーチャーする。全国ツアーを春、秋の2回行いNHK-FMで全国放送される。ミシェル・ルグランと共演した。
1997年 アルバム『アランフェス協奏曲』（King Record）を発表。東京、音楽の友ホールで発売記念コンサート、ジャズ、クラシックの垣根を超え、幅広いファンに支持される。
1998年 アルバム『デューク&ミンガス』（King Record）を発表。オーストラリア、イントーンミュージックフェスティバルに自己のNYトリオで出演した。
1999年 アルバム『ベース&ベース』（King Record）を発表。
2000年 アルバム『ガルガンチュア』（King Record）無伴奏ソロ・アルバムをフランス、シノン郊外のスイーの修道院で録音、発表。無伴奏ソロ・ベース・アルバムのベストセラーとなる。自己のトリオでドイツ・ケルン（TV出演）、ハノーファー、ドレスデン等10ケ所でツアーを行った。
2001年 春、秋と全国ツアーを行い、高い評価を得る。とりわけ岡山市立オリエント美術館、下関市立美術館などで行った。打楽器とコントラバスのみのコンサートが絶賛された。アルバム『ジ・“イン”・クラウド』（King Record）を発表。
2005年　『マッティナータ (朝の歌)』 - Mattinata  (2005年、King Record)リリース全国ツアー、各地フェスティバルに出演
2008年　Jump Monk Orchestra 結成　Nakasu Jazz, Jazz Art せんがわ出演。
2011年　複数のコントラバスを有するラージコンボジャズオーケストラJump Monk BBS(Bas Band Special) 中洲Jazz, Jazz Art せんがわ他出演
2013年　GARGANTUAレーベルを設立  『I'll Catch the Sun』 (2013年、Gargantua T-133) をリリース
2017年　『Koffee Crush』  (2017年、Gargantua T-176) リリース
2022年　グループシリーズ  藤原清登"Jazz Is!!" を高松市で開始
2023年　全曲オリジナルアルバム 『Songbook55』 (Gargantua T-232) リリース
2024年　藤原清登"Jazz Is BBS(Bass Band Special)"　in Takamatsu
2025年　高松国際ジャズ音楽祭（高松ジャズサミット、TAKAMATSU JAZZ SUMMIT) を立ち上げる。

## ディスコグラフィ
- 『MG4』 - MG4  (1987年、CANDID WNCD 79419) ※マンハッタン・グラフティー・フォー with  Kenny Garrett、ピーター・マドセン、福家俊介
- 『マンハッタン・タンゴ』 - Manhattan Tango  (1990年、Alfa jazz) ※藤原清登 & MG4 with  Kenny Garrett、Peter Madsen、福家俊介、なら春子、金関環
- 『60マイルス・ハイ』 - 60 Miles High  (1993年、TDK TDCN-5076) /藤原清登 & MG4名 with  Kenny Garrett、Thomas Chapin、Peter Madsen、福家俊介、Sam Furnace、Allen Won、Art Tuncboyaciyan
- 『ライブ・アット・スィート・ベイジル』 - Live at Sweet Basil NYC  (1994年、TDK/Transheart TDCN-5164、アブソードミュージックジャパン/AMJ ABCJ 86) ※藤原清登 & MG4スペシャル with Thomas Chapin、Peter Madsen、福家俊介、Allen Won、橋本一子、Gabriel Jarrett
- 『ベース』 - Bass  (1995年、壽限夢 JJ-0002) ※ベース無伴奏ソロ
- 『モダン・ベース』 - Modern Bass  (1996年、King Record) ※藤原清登トリオ with Peter Madsen、福家俊介
- 『アランフェス協奏曲』 - Concierto de Aranjues  (1997年、King Record) ※藤原清登トリオ with Peter Madsen、福家俊介
- 『デューク&ミンガス』 - Duke & Mingus  (1998年、King Record) ※藤原清登トリオ with Peter Madsen、福家俊介
- 『ベース&ベース』 - Bass & Bass  (1999年、King Record) ※ヴィノ・ロッソ (藤原清登&鈴木良雄)
- 『低音王』 - The King of Bass  (1999年、King Record) ※オムニバス。藤原清登トリオ、ヴィノ・ロッソで参加
- 『ガルガンチュア』 - Garugantua  (2000年、King Record) ※ベース無伴奏ソロ
- 『ジ・“イン”・クラウド』 - The "In" Crowd  (2002年、King Record) ※藤原清登トリオ with Peter Madsen、福家俊介
- 『マッティナータ (朝の歌)』 - Mattinata  (2005年、King Record) ※藤原清登トリオ with Davide Santorsola、福家俊介
- 『DEEP PARADISE〜inspired by armored trooper VOTOMS』 - Deep Paradise  (2005年、GUNBOY GBCL2005 アミューズエンタテインメント) ※KIYOTO.F Featuring Lia『装甲騎兵ボトムズ』にインスパイアされた作品
- 『ジャンプ・モンク』 - Jump Monk  (2008年、King Record) ※藤原清登 & Jump Monk Orchestra
- 『I'll Catch The Sun』 - I'll Catch the Sun  (2013年、Gargantua T-133) ※藤原清登トリオ with Davide Santorsola、福家俊介
- 『Koffee Crush』 - Koffee Crush  (2017年、Gargantua T-176) ※藤原清登トリオ with 今村真一朗、冨川政嗣
- 『Songbook55』- Songbook (2023年, Gargantua T-232) 藤原清登トリオ with 片倉真由子,Sebastiaan Kaptein

その他参加作品抜粋
2013:Thomas Chapin Quartets – Never Let Me Go
2012:Bridges -橋- Akira Sakata, Kiyoto Fujiwara, Andrea Centazzo
2004:Akiko Grace – Tokyo
1996:Thomas Chapin Trio Plus Strings – Haywire
1995:Thomas Chapin – You Don’t Know Me
1993:Allen Won Quartet – The jewel in the lotus
1988:Chris McNulty – Waltz For Debbie
1985:Gunter Hampel Orchestra – Fresh Heat — Live at Sweet Basil
1980:Shamek Farrah and Folks – La Dee La La
1977:Shamek Farrah & Sonelius Smith – The World Of The Children
1977:片岡輝彦 – ラブ・ウオーキング
1976:Joe Lee Wilson & The Bond Street+1 – Shout For Trane 
1976:Clifford Jordan – Remembering Me-Me

## 著書
- 藤原清登『僕がジュリアードとバークリーで学んだこと』河出書房新社（原著2018年10月25日）。ISBN 978-4309279800。